# Daniela Sogliani
Daniela Sogliani (Marcaria, 20 gennaio 1954) è un'allenatrice di calcio ed ex calciatrice italiana.

## Carriera

### Giocatrice
Inizia a giocare a 16 anni nel 1970 perché una compagna di scuola, Antonia Cannone, la convinse ad andare a fare un provino all'A.C. Savorelli Brioschi di Milano, società dilettantistica milanese di puro settore giovanile. La Savorelli, che già da alcuni mesi aveva costituito una squadra di calciatrici per iscriversi ai campionati regionali di Serie B, aveva bisogno di rimpolpare le proprie file e la schiera in campo a novembre come ala destra in un torneo post-campionato all'epoca piuttosto importante.

La Peco Bergamo della stagione 1973 in notturna a Saronno.

Sempre Antonia Cannone le propose di fare un provino per la Peco Saronno e Daniela, malgrado questa la prendesse in giro (dicendole "... tanto non sei al nostro livello..."), decise di andare a Saronno e giocare un paio di partite di prova. A Saronno la mettono in porta e Daniela, che anche prima di arrivare alla Savorelli si sentiva portata per giocare in porta, in una partita di prova risultò essere il miglior portiere visionato dalla Peco. Ottenne così il posto di portiere titolare in Serie A a soli 17 anni compiuti.
Daniela disputa perciò tre campionati di Serie A consecutivi a Saronno: 5º posto nel campionato di Serie A FICF 1971 e il 4º posto nel campionato di qualificazione 1972 valido per l'ammissione alla nuova Serie A. La squadra saronnese di fonde poi con il C.F. Autoroma Bergamo acquisendo valide calciatrici poi schierate in nazionale quali Assunta Giovanna Gualdi e Patrizia Gualdi. Il campionato 1973 si conclude con un onorevole 5º posto che vale la permanenza in Serie A, ma la squadra si sfalda e si fonde con alcune ex dell'A.C.F. Ambrosiana di Milano andando a costituire sotto la presidenza di Vittorio Pino la nuova U.S.F. Lombarda Calcio sponsorizzata Italux.
Daniela rimane senza squadra e inattiva per una stagione sportiva (1974), ma in seguito è Vittorio Pino con il fidato talent-scout Italo Quintini ad andare a cercare lei e molte altre calciatrici milanesi che avevano iniziato a giocare con la prima società costituita a Milano da Valeria Rocchi e metterle in campo con i colori rossoneri. La squadra è forte e va subito a candidarsi per la vittoria finale rompendo il dominio del Gamma 3 Padova. A fine campionato è doppietta: Scudetto e Coppa Italia.

La Nazionale Italiana in allenamento a Gorgonzola (circa 1982). In piedi da sinistra: Nazzarena Grilli, Ida Golin, Elisabetta Saldi, Maria Mariotti, Marisa Perin, Elisabetta Vignotto e Stefania Bandini. Accosciate da sinistra: Ornella Montesi, Elisabetta Secci, Caterina Fuoco, ???, Maura Furlotti e Daniela Sogliani.

Rimane al Milan per cinque stagioni consecutive, poi Vittorio Pino riceve dal presidente dell'Alaska Lecce, l'imprenditore Ernesto Guarini, una allettante proposta di fusione di forze: tutte le migliori calciatrici e le nazionali del Milan sarebbero confluite nell'Alaska Lecce portando Daniela, Anna Stopar, Ivana Clerici, Maria Mariotti, Rosalba Canzi, Elena Boselli e Viviana Bontacchio a giocare a Veglie il sabato mentre gli allenamenti li avrebbero fatti in settimana sempre a Milano. Per non chiudere definitivamente il Milan Vittorio Pino rinuncia al campionato di Serie A e iscrive in Serie C lombarda una squadra composta dalle più giovani. L'accordo porta soldi nelle casse rossonere e la certezza di avere le spese di gestione del campionato pagate da Guarini. Vittorio Pino diventa il factotum dell'Alaska Lecce e l'accompagnatore ufficiale della squadra.
L'Alaska Lecce domina per tre campionati consecutivi vincendo tre Scudetti e due Coppe Italia. Alla fine della terza stagione Daniela sospende temporaneamente l'attività sportiva calcistica per motivi professionali e di lavoro.
Ritorna in seguito al Milan Trezzano di Francesco Crudo giocando poche partite in Serie B, ma soprattutto allenando i portieri. L'ultima stagione la gioca all'altro Milan, il Milan 82 di Mario Pagano in compagnia di Ulla Bastrup.

### Nazionale
Segnalata al ct della Nazionale FICF Giuseppe Cavicchi, esordisce in azzurro a soli 17 anni e mezzo nell'amichevole Italia-Spagna del 20 luglio 1971. Ha preso parte alla Coppa del Mondo del 1971 che si svolse in Messico, su cui pesa come un macigno l'ombra di una combine che gli organi federali F.I.C.F. non riuscirono mai a dimostrare mentre i giornali sportivi nazionali gridavano allo scandalo.
| Cronologia completa delle presenze e delle reti in nazionale ― Italia | Cronologia completa delle presenze e delle reti in nazionale ― Italia | Cronologia completa delle presenze e delle reti in nazionale ― Italia | Cronologia completa delle presenze e delle reti in nazionale ― Italia | Cronologia completa delle presenze e delle reti in nazionale ― Italia | Cronologia completa delle presenze e delle reti in nazionale ― Italia | Cronologia completa delle presenze e delle reti in nazionale ― Italia | Cronologia completa delle presenze e delle reti in nazionale ― Italia |
| Data                                                                  | Città                                                                 | In casa                                                               | Risultato                                                             | Ospiti                                                                | Competizione                                                          | Reti                                                                  | Note                                                                  |
| --------------------------------------------------------------------- | --------------------------------------------------------------------- | --------------------------------------------------------------------- | --------------------------------------------------------------------- | --------------------------------------------------------------------- | --------------------------------------------------------------------- | --------------------------------------------------------------------- | --------------------------------------------------------------------- |
| 20/07/1971                                                            | Torino                                                                | Italia                                                                | 8 - 1                                                                 | Spagna                                                                | Amichevole                                                            | -                                                                     |                                                                       |
| 21/08/1971                                                            | Guadalajara                                                           | Italia                                                                | 1 - 0                                                                 | Francia                                                               | Coppa del Mondo                                                       | -                                                                     |                                                                       |
| 22/08/1971                                                            | Guadalajara                                                           | Danimarca                                                             | 1 - 1                                                                 | Italia                                                                | Coppa del Mondo                                                       | -1                                                                    |                                                                       |
| 28/08/1971                                                            | Guadalajara                                                           | Messico                                                               | 2 - 1                                                                 | Italia                                                                | Coppa del Mondo                                                       | -1                                                                    |                                                                       |
| 04/09/1971                                                            | Guadalajara                                                           | Italia                                                                | 4 - 0                                                                 | Argentina                                                             | Coppa del Mondo                                                       | -                                                                     |                                                                       |
| 28/05/1972                                                            | Zagabria                                                              | Jugoslavia                                                            | 3 - 2                                                                 | Italia                                                                | Amichevole                                                            | -3                                                                    |                                                                       |
| 25/06/1972                                                            | Vicenza                                                               | Italia                                                                | 3 - 0                                                                 | Jugoslavia                                                            | Amichevole                                                            | -                                                                     |                                                                       |
| 01/11/1972                                                            | Padova                                                                | Italia                                                                | 5 - 0                                                                 | Spagna                                                                | Amichevole                                                            | -                                                                     |                                                                       |
| 04/11/1972                                                            | Udine                                                                 | Italia                                                                | 3 - 0                                                                 | Spagna                                                                | Amichevole                                                            | -                                                                     |                                                                       |
| 08/12/1972                                                            | Cordoba                                                               | Spagna                                                                | 1 - 5                                                                 | Italia                                                                | Amichevole                                                            | -1                                                                    |                                                                       |
| 10/12/1972                                                            | Badajoz                                                               | Spagna                                                                | 1 - 4                                                                 | Italia                                                                | Amichevole                                                            | -1                                                                    |                                                                       |
| 01/06/1973                                                            | Padova                                                                | Italia                                                                | 2 - 0                                                                 | Cecoslovacchia                                                        | Amichevole                                                            | -                                                                     |                                                                       |
| 04/06/1973                                                            | Milano                                                                | Italia                                                                | 1 - 0                                                                 | Cecoslovacchia                                                        | Amichevole                                                            | -                                                                     |                                                                       |
| 06/06/1973                                                            | Grosseto                                                              | Italia                                                                | 3 - 0                                                                 | Cecoslovacchia                                                        | Amichevole                                                            | -                                                                     |                                                                       |
| 02/07/1975                                                            | Bergamo                                                               | Italia                                                                | 2 - 2                                                                 | Cecoslovacchia                                                        | Amichevole                                                            | -2                                                                    |                                                                       |
| 08/04/1978                                                            | Chiasso                                                               | Svizzera                                                              | 0 - 2                                                                 | Italia                                                                | Amichevole                                                            | -                                                                     |                                                                       |
| 28/05/1978                                                            | Napoli                                                                | Italia                                                                | 1 - 1                                                                 | Paesi Bassi                                                           | Amichevole                                                            | -1                                                                    |                                                                       |
| 30/05/1978                                                            | Roma                                                                  | Italia                                                                | 1 - 0                                                                 | Paesi Bassi                                                           | Amichevole                                                            | -                                                                     |                                                                       |
| 28/07/1978                                                            | Atri                                                                  | Italia                                                                | 2 - 1                                                                 | Belgio                                                                | Mundialito                                                            | -1                                                                    |                                                                       |
| 01/11/1978                                                            | Napoli                                                                | Italia                                                                | 5 - 0                                                                 | Jugoslavia                                                            | Amichevole                                                            | -                                                                     |                                                                       |
| 22/08/1981                                                            | Castelsardo                                                           | Italia                                                                | 3 - 0                                                                 | Scozia                                                                | Torneo di Castelsardo                                                 | -                                                                     |                                                                       |
| 29/08/1981                                                            | Castelsardo                                                           | Italia                                                                | 1 - 0                                                                 | Belgio                                                                | Torneo di Castelsardo                                                 | -                                                                     |                                                                       |
| 06/09/1981                                                            | Kōbe                                                                  | Italia                                                                | 1 - 1                                                                 | Danimarca                                                             | Mundialito                                                            | -1                                                                    |                                                                       |
| 09/09/1981                                                            | Kōbe                                                                  | Giappone                                                              | 0 - 9                                                                 | Italia                                                                | Mundialito                                                            | -                                                                     |                                                                       |
| 18/09/1982                                                            | Alassio                                                               | Italia                                                                | 0 - 2                                                                 | Danimarca                                                             | Amichevole                                                            | -2                                                                    |                                                                       |
| 30/10/1982                                                            | Valence                                                               | Francia                                                               | 1 - 0                                                                 | Italia                                                                | Campionato Europeo                                                    | -1                                                                    |                                                                       |
| 14/11/1982                                                            | Genova                                                                | Italia                                                                | 3 - 0                                                                 | Portogallo                                                            | Campionato Europeo                                                    | -                                                                     |                                                                       |
| Totale                                                                |                                                                       | Presenze                                                              | 27                                                                    |                                                                       | Reti                                                                  | -15                                                                   |                                                                       |

### Allenatrice di portieri
Dopo aver sospeso l'attività sportiva torna al Milan Trezzano gestito dal nuovo presidente Francesco Crudo allenando i portieri della seconda squadra (iscritta in Serie C) quando l'attività professionale lo rende possibile essendo spesso all'estero.
Approfittando delle trasferte in Belgio (Standard Liegi) e in Germania Ovest (Bayern Monaco) partecipa a dei corsi allenatori che all'epoca la F.I.G.C. non aveva ancora iniziato ad organizzare per le ex calciatrici italiane. Consegue perciò degli attestati di frequenza e diplomi che, non essendo riconosciuti in Italia perché non possono essere equiparati al patentino UEFA B, non le permettono di avere la qualifica di allenatore ufficiale e sedere in panchina dirigendo le squadre calcistiche italiane.
L'esperienza cumulata sia in campo che nel conseguire gli attestati all'estero è notevole e al suo rientro in Italia è in seguito chiamata ad allenare i portieri dello Sporting Segrate 92 all'epoca disputante i campionati regionali di Serie C.
Rimasta inattiva per 11 stagioni, riceve dall'amica Ulla Bastrup la richiesta di coadiuvarla ad allenare la squadra dell'A.S.I. Monza in Serie D e Daniela accetta.
È l'inizio di una collaborazione che dà notevoli frutti. Le ragazze con Ulla e Daniela ottengono notevoli successi vincendo due campionati nelle stagioni sportive 2004-2005 e 2006-2007 con l'A.S.I. Monza e in seguito, dopo la fusione fra Fiammamonza e A.S.I. Monza e il passaggio dell'intero gruppo di calciatrici alla Pro Lissone, con la Pro nella stagione 2010-2011 la promozione in Serie C Lombardia.
Daniela Sogliani è tuttora l'allenatore dei portieri della Pro Lissone femminile.

## Palmarès

### Club
- Campionato italiano: 4

Milan: 1975
Alaska Lecce: 1981, 1982, 1983
- Coppa Italia: 4

Milan: 1975, 1976
Alaska Lecce: 1981, 1982